# Station Olomouc-Nové Sady
Železniční zastávka Olomouc-Nové Sady (Nederlands: Spoorweghalte Olomouc-Nové Sady, Duits vroeger: Neustift b. Olmütz) is een spoorweghalte in de Tsjechische stad Olomouc, in de wijk Nové Sady. Het station ligt aan spoorlijn 301 (die van Olomouc, via Prostějov, naar Nezamyslice loopt). Het station is onder beheer van de SŽDC en wordt bediend door stoptreinen van de České Dráhy.
Nezamyslice ↔ Doloplazy ↔ Pivín ↔ Čelčice ↔ Bedihošť ↔ Prostějov hlavní nádraží ↔ Vrahovice ↔ Kraličky ↔ Vrbátky ↔ Blatec ↔ Kožušany ↔ Nemilany ↔ Olomouc-Nové Sady ↔ Olomouc hlavní nádraží